# Данці
Да́нці, або датчани (дан. danskere) — народ у Північній Європі, основне населення Данії, за походженням найтісніше пов'язані зі скандинавами норвежцями й шведами. Данська мова входить до германської групи. Звична релігія — лютеранство. Сучасні датчани походять від старожитнього північногерманського племені данів, яке виникло й мешкало у Сканії та на данських островах.

## Етнонім
Назва народу «датчани» має коріння в староукраїнській книжності. Ст.-укр. датчанинъ утворено за допомогою суфікса -анинъ від латинізованої основи Daticus. Середньолатинські назви Данії — Dacia, Datia і під її впливом грец. Δατία, являють собою середньовічне перенесення на досі невідому країну відомої назви, освяченої літературою, а саме — назви румунської Дакії (лат. Dacia). У подібний спосіб на норвежців було перенесено назву дунайського Норіка (Nōrici «норвежці» з лат. Nōricum). Такі іменування поширені в літературі з часів Саксона Граматика (лат.) та Ласкаря Канана (грец.) У вигляді прикметників (датський) вони відомі в книжній українсько-білоруській мові з XVI ст., звідки потрапили в староросійську в той же період.
У новій українській мові книжна традиція називати жителів Данії датчанами була продовжена в найпершій же публікації «Енеїди» Івана Котляревського.

## У Данії
Майже п'ять мільйонів мешкають у Данії. Етнічна данська меншість в близько 50 тисяч осіб у Південному Шлезвігу, Німеччина становить близько 10 % від населення регіону. У Данії це населення часто називають De danske syd for grænsen (данці за південним кордоном) або ж sydslesvigere (південні шлезвізці).

## У політичному контексті
Det danske folk (данський народ), як концепція, мав чималу вагу протягом піднесення етнічного націоналізму в 19 столітті й стосувався радше самоідентифікації, аніж правового статусу. До нього відносять осіб данської національності як у Данії, так і за кордоном, передовсім етнічних данців у Шлезвігу, колишній території Данії, що нині входить до складу Німеччини. На землях самої Данії до данського народу не зараховують жителів колишніх теренів Норвегії, — Фарерських островів чи Гренландії,— а також осіб німецької та інших меншин.